# Gerhard Hess (Romanist)
Gerhard Hess (* 13. April 1907 in Lörrach; † 30. Juni 1983 in Konstanz) war ein deutscher Romanist, Philologe und Wissenschaftspolitiker.

## Leben
Hess studierte Romanistik in Basel, Heidelberg und Berlin. 1931 wurde er an der Berliner Universität promoviert. Als wissenschaftlicher Assistent habilitierte er sich 1938 für romanische Philologie.
In den Kriegsjahren 1940/1941 war er wissenschaftlicher Mitarbeiter bei der Leibniz-Kommission der Preußischen Akademie der Wissenschaften und lehrte als Privatdozent. In Heidelberg vertrat er den Lehrstuhlinhaber Walter Mönch, der von den nationalsozialistischen Machthabern für Sonderaufgaben abgestellt war. Mönch wurde nach dem Zweiten Weltkrieg wegen seiner Aktivitäten mit Berufsverbot und Hausverbot belegt. Hess blieb auf Mönchs Posten.
1946 wurde er außerplanmäßiger Professor; 1948 erhielt er einen Ruf als Ordinarius für romanische Philologie an die Ruprecht-Karls-Universität Heidelberg.
1950/51 war Gerhard Hess Rektor der Heidelberger Universität, gleichzeitig Präsident der Westdeutschen Rektorenkonferenz. Von 1955 bis 1964 war er Präsident der Deutschen Forschungsgemeinschaft (DFG). Ihm zu Ehren wurde der „Gerhard-Hess-Preis der Deutschen Forschungsgemeinschaft“ sowie das „Gerhard-Hess-Programm für Nachwuchswissenschaftler“ initiiert.
Gerhard Hess wechselte 1964 an die Universität Konstanz und wurde Vorsitzender des Gründungsausschusses der Universität Konstanz sowie deren Rektor von 1966 bis 1972. Wichtige Schüler seiner Heidelberger Zeit waren Hans Robert Jauß, Karl-August Ott und Karl-Heinz Bender.
Er war Mitglied zahlreicher wissenschaftlicher Einrichtungen, wie seit 1950 der Heidelberger Akademie der Wissenschaften.

## Auszeichnungen und Ehrungen
- Ehrensenator der Universität Freiburg/Br. (1957)
- Großoffizierskreuz des Verdienstordens der Italienischen Republik (1958)
- Offizierskreuz der Französischen Ehrenlegion (1961)
- Großes Bundesverdienstkreuz mit Stern (1964)
- Ehrenbürger der Universität Konstanz (1972)
- Dr.-Ing. E.H. der Technischen Universität Berlin (1964)
- Zwei Ehrendoktorwürden (phil. und theol.)

## Schriften
- Alain (Emile Chartier) in der Reihe der französischen Moralisten, 1932
- Die französische Philosophie der Gegenwart, 1933
- Pierre Gassend. Der französische Späthumanismus und das Problem von Wissen und Glauben, 1939
- Die Landschaft in Baudelaires „Fleurs du Mal“, 1953
- Zur Entstehung der Maximen La Roche Foucaulds, 1957
- Eine Freundesgabe der Wissenschaft für Ernst Hellmut Vits, 1964
- Zukunft der Universität – Zukunft der Jugend, 1973
- Die Universität Konstanz 1966–1972, 1973

## Übersetzungen
- Raymonde Vincent: Stilles Land. Roman, 1938
- La Bruyère: Leibniz korrespondiert mit Paris, 1940
- Madame de la Fayette: Die Prinzessin von Clèves, 1946
- La Bruyère: Die Charaktere, 1949